# Fg (Unix)
命令fg在Unix与类Unix系统中属于作业控制命令，其功能是唤醒挂起的进程将之移至前台（因而同时会将进程的输入输出流移至用户终端）继续执行。操作系统内是否包含fg命令亦是“POSIX兼容”的判断标准之一 。